# Anomaloglossus baeobatrachus
Espèce
Synonymes
- Colostethus baeobatrachus Boistel & de Massary, 1999

Statut de conservation UICN

 DD  : Données insuffisantes
Anomaloglossus baeobatrachus est une espèce d'amphibiens de la famille des Aromobatidae.

## Répartition
Cette espèce se rencontre en Guyane et au Brésil.

## Publication originale
- Boistel & Massary, 1999 : Les amphibiens vénéneux de la famille des Dendrobatidés. Le Courrier de la Nature, vol. 176, p. 34-39.